# Gnatholebias zonatus
Gnatholebias zonatus is een straalvinnige vissensoort uit de familie van de killivisjes (Rivulidae). De wetenschappelijke naam van de soort is voor het eerst geldig gepubliceerd in 1935 door Myers.